# Melittia chalconota
Melittia chalconota là một loài bướm đêm thuộc họ Sesiidae. Nó được tìm thấy ở Ghana, Nigeria và Tanzania.